# Tombi! 2
Tombi! 2 (Tomba! 2: The Evil Swine Return nella versione statunitense, Tomba: The Wild Adventures nella versione giapponese) è un videogioco a piattaforme tridimensionale sviluppato dalla giapponese Whoopee Camp Co. Ltd. per PlayStation. È il seguito di Tombi!, unico altro titolo della Whoopee Camp.
Nel giugno 2024 viene annunciata una conversione del gioco per PlayStation 5, PlayStation 4, Nintendo Switch e PC prevista per il 2025.

## Trama
Tombi ha sconfitto i Maiali Cattivi e ora si rilassa, in compagnia del suo amico, lo scimmiotto Charles. Un giorno, trovandosi nel Villaggio di Tutti gli Esordi, si imbatte in alcuni Maiali Koma. Subito dopo arriva l'insetto Zippo, portandogli una lettera che ha trovato: nella lettera c'è scritto che Tabby, la loro amica, è scomparsa. Col sospetto che sia colpa dei Maiali, Tombi si avvia in cerca di Tabby. Durante il suo viaggio scoprirà che i Maiali Cattivi sono tornati in forze e sono responsabili del rapimento della ragazza. Per salvarla, dovrà sconfiggerli una seconda volta.

## Personaggi
- Tombi: il protagonista, ha già sconfitto in passato i Maiali Cattivi. Ora essi si sono vendicati col rapimento di Tabby, la sua amica, e Tombi deve partire al suo salvataggio.
- Zippo: insetto amico di Tombi, gli porta la notizia della sparizione di Tabby, e lo accompagna per tutta l'avventura. Quando non svolazza in giro, Zippo riposa placidamente tra i capelli di Tombi.
- Charles: scimmiotto amico di Tombi, conosciuto nella sua prima avventura. Parte con Tombi al salvataggio di Tabby, ma si impantana nel fango. Dopo che viene liberato da Tombi, lo segue nel corso del gioco, e i due si incontrano più di una volta.
- Baron: il cane di Tombi, conosciuto nella prima avventura, può trasportarlo volando in qualunque luogo già visitato. Tombi lo trova pietrificato nella Foresta di Donglin, punito per aver disobbedito al Maiale Fantasma. Una volta salvato, si unisce nel viaggio a Tombi e Zippo.
- Tabby: fidanzata di Tombi, è rapita dai Maiali Cattivi. La sua casa si trova nella Città della Miniera di Carbone. È molto attaccata a un ciondolo che le ha regalato Tombi. È anche un'ottima cuoca.
- Kainen: un anziano viaggiatore che fa la conoscenza di Tombi alla Città dei Pescatori. Verrà incontrato più volte, e nel corso del gioco diventerà un esperto di magia e si rivelerà fondamentale perché Tombi sconfigga i Maiali Cattivi.
- Gran: capo dei minatori nella Città della Miniera di Carbone, è amico di Tombi e Tabby, nonché dirimpettaio di quest'ultima.
- Pham: è il padrone della Fattoria dei Kujara. Ha tre figlie.

## Maiali Cattivi
Un gruppo di sei Maiali con poteri magici, di cui i primi cinque sono creati dall'ultimo, il Vero Maiale Cattivo. Ciascuno di essi ha gettato un incantesimo sull'area del continente in cui è nascosto il suo Sacco, ciascuno ha diverse caratteristiche ed è contraddistinto da un particolare colore.
- Maiale di Fuoco: ha riempito di lava la Miniera di Carbone, rendendo inutilizzabili i passaggi sotterranei nelle Tubature. Padroneggia l'elemento del fuoco ed è contraddistinto dal colore rosso.
- Maiale di Ghiaccio: ha posto la Fattoria dei Kujara sotto la maledizione del gelo perenne. È contraddistinto dal colore azzurro.
- Maiale Fantasma: ha infestato di oscure presenze la Foresta di Donglin, e pietrificato Baron perché si è rifiutato di obbedirgli. Di aspetto scheletrico e dimesso, il suo colore è il giallo.
- Maiale di Terra: ha trasformato in maiali tutti gli abitanti del Villaggio del Circo. È esageratamente obeso (lui stesso si vanta di essere composto per il 78% di grasso) e il suo elemento è la terra. Il suo colore è il verde.
- Maiale d'Acqua: ha scatenato la pioggia sul Tempio dell'Acqua, causando l'innalzamento del livello dell'acqua e l'aumento delle correnti. È l'unico Maiale Cattivo di sesso femminile (definita anche "Scrofa d'Acqua") nel gioco. Il suo elemento è l'acqua ed è contraddistinta dal colore blu.
- Il Vero Maiale Cattivo: il capo dei Maiali, che ha creato tutti gli altri Maiali Cattivi. È già stato sconfitto una volta da Tombi. Compare più volte nel corso del gioco, per minacciare Tombi. Verso la fine dell'avventura, scatena un incantesimo, fermando il tempo su tutto il continente. È responsabile del rapimento di Tabby, trasformata in una statua di pietra e conservata nel suo covo. Il suo colore è il nero.

Ogni maiale cattivo, eccetto l'ultimo, dopo essere stato sconfitto dà origine ad un abito. Tale abito, se indossato da Tombi, gli fa avere i poteri del maiale; per esempio l'abito del Maiale di Ghiaccio trasforma i nemici in caramelle di ghiaccio.

## Accoglienza
Come il suo predecessore, Tombi! 2 riceve critiche entusiastiche sebbene, come fa notare Peter Bartholow di GameSpot, il titolo pecca di originalità nei confronti di Tombi!. Per IGN il titolo merita un 9 pieno, in particolare nell'aspetto grafico. Secondo Jeremy Conrad mettere a confronto i due titoli sotto tale aspetto "è come comparare un gioco a 16 bit con il suo sequel a 32 bit".

## Sequel
In un'intervista Tokuro Fujiwara, fondatore e presidente della Whoopee Camp Co. Ltd, ipotizzò l'uscita di un terzo capitolo della serie Tombi! grazie al discreto successo ottenuto dal secondo capitolo. In seguito al fallimento dell'azienda nel 2000, ogni progetto relativo a Tombi! 3 fu semplicemente accantonato e dimenticato.